# 황샤오원
황샤오원(중국어 정체자: 黃筱雯, 간체자: 黄筱雯, 병음: Huáng Xiǎowén, 한자음: 황소문, 1997년 8월 31일~)는 중화민국의 권투 선수이다. 2020년 하계 올림픽에서 여자 플라이급 동메달을 획득했으며 세계 선수권 대회에서 금메달 2개 획득했다.